# BNP Paribas
BNP Paribas là một ngân hàng và công ty dịch vụ tài chính Pháp có trụ sở ở Paris và trụ sở toàn cầu ở Luân Đôn.
BNP Paribas được hình thành thông qua việc sáp nhập của Banque Nationale de Paris (BNP) và Paribas năm 2000. Đây là một trong những ngân hàng lớn nhất trên thế giới. Dựa trên thông tin 2012, BNP Paribas đã được xếp hạng là ngân hàng lớn thứ tư tính theo tài sản theo Bloomberg và Forbes.
BNP Paribas thoát khỏi cuộc khủng hoảng tín dụng 2007-2009 với báo cáo lợi nhuận ròng 3 tỷ € cho năm 2008, và 5,8 tỉ € trong năm 2009, cả năm nhờ lợi nhuận từ việc bán bộ phận nghiệp vụ ngân hàng đầu tư và doanh nghiệp của mình. BNP Paribas có một trong những xếp hạng tín dụng cao nhất trong nhóm cùng địa vị của nó với nợ dài hạn của tập đoàn hiện được xếp hạng A+ bởi S&P, A2 bởi Moody's và A+ bởi Fitch.
Năm 2014, Ngân hàng BNP Paribas chịu án phạt 8.9 tỷ đô la do có những giao dịch liên quan đến các nước bị cấm vận Iran, Cuba và Sudan.